# 斉藤“弾き語り”和義 ライブツアー2009≫2010 十二月 in 大阪城ホール 〜月が昇れば 弾き語る〜
『斉藤“弾き語り”和義 ライブツアー2009≫2010 十二月 in 大阪城ホール 〜月が昇れば 弾き語る〜』（さいとう“ひきがたり”かずよし ライブツアー2009≫2010 じゅうにがつ イン おおさかじょうホール 〜つきがのぼれば ひきがたる〜）は、斉藤和義の通算5枚目のライブ・アルバム。2010年3月24日発売。発売元はSPEEDSTAR RECORDS。規格品番：VICL-63610/1（別冊ブックレット封入初回盤はVICL-63608/9）。

## 解説
2009年12月26日に大阪城ホール（大阪府大阪市）で開催された “斉藤“弾き語り”和義 ライブツアー2009≫2010 十二月 in 大阪城ホール 〜月が昇れば 弾き語る〜” 公演の模様を実況中継録音したライブ・アルバム。同年10月3日から戸田市文化会館（埼玉県戸田市）を皮切りとしたバンド・スタイルのライブツアー “斉藤和義 ライブツアー2009≫2010 “月が昇れば”” が開催されていたが、当公演は1公演のみ特別に行われた、バックバンドのいないワンマン・ライブである。
ライブ・アルバムとしては、2005年3月16日に発売された『弾き語り 十二月 in武道館 〜青春ブルース完結編〜』以来、5年振り。尚2009年には、過去のライブ・アルバム計4作品がスーパー・ハイ・マテリアルCDとして再発売された。
ツアー名にある「十二月」とは、12月に開催される恒例イベントの称号。本作品発売以前にも『十二月』、『十二月 〜Winter Caravan Strings〜』、『弾き語り 十二月 in武道館 〜青春ブルース完結編〜』と3枚がライブ・アルバムとして発表されている。また、「月が昇れば」とは、2009年9月に発売された通算13枚目のスタジオ・アルバム名。
歌詞ブックレットには本人フォトや歌詞の他、当日のライブで使用したギターやドラムセット等の楽器が写真付きで紹介されている。またCDには、歌の合間のトークが一部そのまま収録されており、たとえば「バカにすんなよ！」はCD音源と比較し約3倍の演奏時間となっている（オリジナルは3分13秒）。
初回限定盤には、大阪市内散策や音合わせ（リハーサル）風景、当日のパフォーマンス姿を写したブックレットが付属している。紙ケース入り。また、発売当時の生産分にはCDパッケージ内に、「大型タイアップ決定！」と告知されたシングル「ずっと好きだった」及び2010年5月発売のライブDVD情報を記載したフライヤーが封入されている。
本アルバムと同時発売で、打ち合わせなどの舞台裏等も含め映像化したDVDが発売された。DVDの初回盤にも、本初回盤と別カット写真を掲載した同内容のブックレットが付属している。

## 収録曲

### Disc 1
1. 虹（5:25）
2. ドント・ウォーリー・ビー・ハッピー（4:05）
3. 進め なまけもの（4:35）
4. やぁ 無情（4:27）
5. 寒い冬だから（4:00）
6. ねぇ、運転手さん（4:19）
7. かすみ草（5:29）
8. ドライブ（5:39）
9. 映画監督（3:38）
10. 愛の灯（4:15）
11. わすれもの（5:21）
12. バカにすんなよ！（10:13）
13. 男節（7:12）
14. ワッフル ワンダフル（5:01）

- 全曲作詞・作曲: 斉藤和義
- 共作作詞: 中島信也（M-4）

### Disc 2
1. ハミングバード（5:23）
2. 空に星が綺麗（2:48）
3. 彼女は言った（6:16）
4. Summer Days（8:22）
5. BAD TIME BLUES（4:29）
6. ベリーベリーストロング 〜アイネクライネ〜（6:16）
7. I Love Me（4:53）
8. COME ON!（4:13）
9. 歩いて帰ろう（4:08）
10. 天国の月（6:27）
11. 歌うたいのバラッド（7:18）
12. アゲハ（4:51）
13. アンコール（3:58）

- 全曲作詞・作曲: 斉藤和義
- 共作作詞: 伊坂幸太郎（M-6）

## 関連作品
収録されているスタジオ・アルバム
- WONDERFUL FISH - Disc 1 M-5、Disc 2 M-9
- FIRE DOG - Disc 2 M-2
- ジレンマ - Disc 1 M-3・8・14
- Because - Disc 2 M-11
- COLD TUBE - Disc 2 M-12
- 35 STONES - Disc 2 M-5
- NOWHERE LAND - Disc 1 M-11
- 俺たちのロックンロール - Disc 2 M-1
- 紅盤 - Disc 2 M-6
- I ♥ ME - Disc 1 M-1・7・12・13、Disc 2 M-7
- 月が昇れば - Disc 1 M-2・4・9、Disc 2 M-4・8・10・13
- Collection "B" 1993〜2007 - Disc 1 M-6、Disc 2 M-3